# Office (televíziós sorozat)
Az Office (magyarul: ’iroda’, eredetileg The Office) az NBC amerikai csatorna ál-dokumentumsorozata (mockumentary), szituációs komédia a brit BBC A hivatal című sorozata alapján. Alkotói Ricky Gervais és Stephen Merchant, az amerikai változatot Greg Daniels adaptálta. A sorozat licencét 2004-ben vásárolta meg az amerikai NBC.
Kilenc évad, összesen 185 epizód, melyeknek hossza 22 perc, a különleges részek kivételével, amelyek 28 és 42 percesek.

## Történet
Egy óriás papírvállalati cég, a Dunder Mifflin Scranton városi kirendeltségén játszódik a történet, ahol bepillantást nyerhetünk az irodai dolgozók szürke mindennapjaiba. Kiderül azonban, hogy ezek a mindennapok nem is annyira szürkék, sőt mi több, az unaloműzés céljából a kollégák állandó megviccelése elég jó móka. Bepillantást nyerhetünk továbbá az emberek magánéletébe is a munka mellett, ami még több izgalmat és komédiát rejteget.

## Szereplők
- Steve Carell - Michael Scott
- Rainn Wilson - Dwight Schrute
- B.J. Novak - Ryan Howard
- Mindy Kaling - Kelly Kapoor
- David Koechner - Todd Packer
- Amy Ryan - Holly Flax
- Melora Hardin - Jan Levinson
- Andy Buckley - David Wallace
- David Denman - Roy Anderson
- Rashida Jones - Karen Fillipelli
- Robert R. Shafer - Bob Vance
- John Krasinski - Jim Halpert
- Jenna Fischer - Pam Beesly-Halpert
- Ed Helms - Andy Bernard
- Catherine Tate - Nellie Bertram
- Leslie David Baker - Stanley Hudson
- Brian Baumgartner - Kevin Malone
- Creed Bratton - Creed Bratton
- Clark Duke - Clark
- Kate Flannery - Meredith Palmer
- Ellie Kemper - Kelly Erin Hannon
- Angela Kinsey - Angela Martin-Lipton
- Jake Lacy - Pete
- Paul Lieberstein - Toby Flenderson
- Oscar Nuñez - Oscar Martinez
- Craig Robinson - Darryl Philbin
- Phyllis Smith - Phyllis Vance

## Szezon premierek az Egyesült Államokban
- 1. évad: 2005. március 24.
- 2. évad: 2005. szeptember 20.
- 3. évad: 2006. szeptember 21.
- 4. évad: 2007. szeptember 27.
- 5. évad: 2008. szeptember 25.
- 6. évad: 2009. szeptember 17.
- 7. évad: 2010. szeptember 23.
- 8. évad: 2011. szeptember 22.
- 9. évad: 2012. szeptember 20.